# 新寨街道
新寨街道是中华人民共和国青海省玉树藏族自治州玉树市下辖的一个街道办事处。是玉树市区4个街道办之一，2014年3月撤销结古镇设新寨街道。2014年末，辖区面积4.364平方公里，常住人口4767户、总人口20272人。。

## 管辖范围
新寨街道办事处地处玉树市东部，西起州藏医院、东至通天河、南至当代山根、北至北山根，是玉树市的东大门和重要交通要道，辖区内有州公安局、州法院、州检察院、州党校、州国税务局、州民族综合高中、农畜产品批发市场等92家单位。

## 行政区划
新寨街道下辖以下地区：
当代路社区、琼龙路社区、新寨社区、新寨村、代格村、卡自村和红卫村。